# Michele Alberto Bancalari
Michele Alberto Bancalari (Chiavari, 20 febbraio 1805 – Genova, 10 agosto 1864) è stato un fisico italiano.

## Biografia
Nativo della città di Chiavari (all'epoca nella Repubblica Ligure, nel Primo Impero francese), dopo aver completato gli studi nel locale collegio dei Padri Scolopi entrò a far parte dello stesso ordine dal 1825.
Trasferitosi a Roma, nel 1826, insegnò per tre anni matematica e fisica al collegio Nazareno; tornato in Liguria insegnò nei collegi e istituti scolastici di Oneglia, Finale e Carcare.
Per i suoi studi sulla fisica fu chiamato, nel 1846, a ricoprire la cattedra di fisica dell'Università degli Studi di Genova, precedentemente retta da Giacomo Garibaldi; contemporaneamente resse l'ordine provinciale degli Scolopi per circa un triennio. Già socio corrispondente dell'Accademia delle Scienze di Torino, dovette lasciare ogni attività e insegnamento dal 1863 in quanto gravemente ammalato di podagra, malattia che lo portò alla morte il 10 agosto del 1864 a Genova.

## Studi
La figura di Bancalari è ricordata negli insegnamenti fisici per lo studio e scoperta del diamagnetismo della fiamma, tesi che lo stesso fisico ne diede notizia il 21 settembre del 1847 al quarto congresso degli scienziati italiani svoltosi a Venezia. Bancalari scoprì sostanzialmente che "una fiamma, posta tra i poli di un'elettrocalamita, è respinta dalla linea assiale appena si stabilisce il campo magnetico". Un analogo studio in merito - sul comportamento magnetico dei corpi - era stato compiuto (senza però rilevare nulla) nel 1845 dal britannico Michael Faraday che, venuto a conoscenza della scoperta di Bancalari, ne capì subito l'importanza ponendola alla base di un nuovo studio sul comportamento magnetico degli aeriformi.
Un successivo studio, datato e pubblicato nel 1853 sulla "capacità degli atomi scomposti", ignorando quanto già menzionato dai lavori del fisico e matematico tedesco Franz Ernst Neumann del 1831, ne stabiliva una nuova legge fisica: "il calorico specifico dell'atomo di un corpo composto è espresso dalla somma dei calori specifici degli atomi semplici che concorrono alla formazione dell'atomo Composto". Tale teoria, sviluppata in seguito nel 1864 dal tedesco Hermann Kopp, è conosciuta oggi come la "legge di Koop".
Tra il 1855 e il 1862 pubblicò inoltre altre memorie sullo studio della natura delle forze molecolari di aggregazione in liquidi e solidi.